# 醒目層次
醒目層次（日语：スマートレイアー），是日本純種競賽馬匹。生涯活躍於一哩至中距離賽事，曾勝出兩次阪神牝馬錦標、京都大賞典及東京新聞盃，亦曾兩度遠征香港。

## 出賽前
2010年5月15日出生於北海道新日高町岡田Stud，成長途中被馬主大川徹購入。
其後交由栗東訓練中心練馬師大久保龍志訓練。

## 競賽生涯

### 3歲
2013年4月7日出戰3歲未勝利戰，維持於中團位置下於直路順利加速，最終壓制同樣位置展步的Tokai Vital，以1 1/2馬位取得首勝。
其後出戰3歲500萬獎金以下條件戰，改用前置戰術下在直路初段經已透出，繼續加速之間迅速彈離後方，最終成功取得勝利。
稍為休養後於8月出戰三面川特別，本次比賽採用後上戰術下於直路未能最大程度加速，最終以第四完賽。
9月於夕月特別跑出優秀末腳輕鬆取得第三勝後隨即以秋華賞為目標，賽前取得第二人氣。比賽開始後，其雖然處於第1檔最內檔的位置，但仍然選擇收慢節奏逐步墮後，並處於隊伍最後方的位置，於對面直路中後段才徐徐上前進佔好位。進入直路後，其隨即於外檔位置突破上前，雖然跑出一段不俗的走勢，但仍然未能迫近前方透出的名將間風，最終以第二落敗。
年末繼續出戰雌馬限定賽事，以愛知盃為目標，但最終以第六落敗。

### 4歲
2014年首戰為公開賽大阪城錦標，留後之下於通過最後彎道時在外檔快速望空，直路瞬間加速下取得勝利。
其後出戰二級賽阪神牝馬錦標，比賽初段因為漏閘以落雨最後方，因而繼續維持此節奏於逐步向前推進。進入直路後，其隨即於外檔位置分力衝刺，最終轟出恐怖末腳速度之下成功超越前方所有對手，取得首個分級賽勝利。

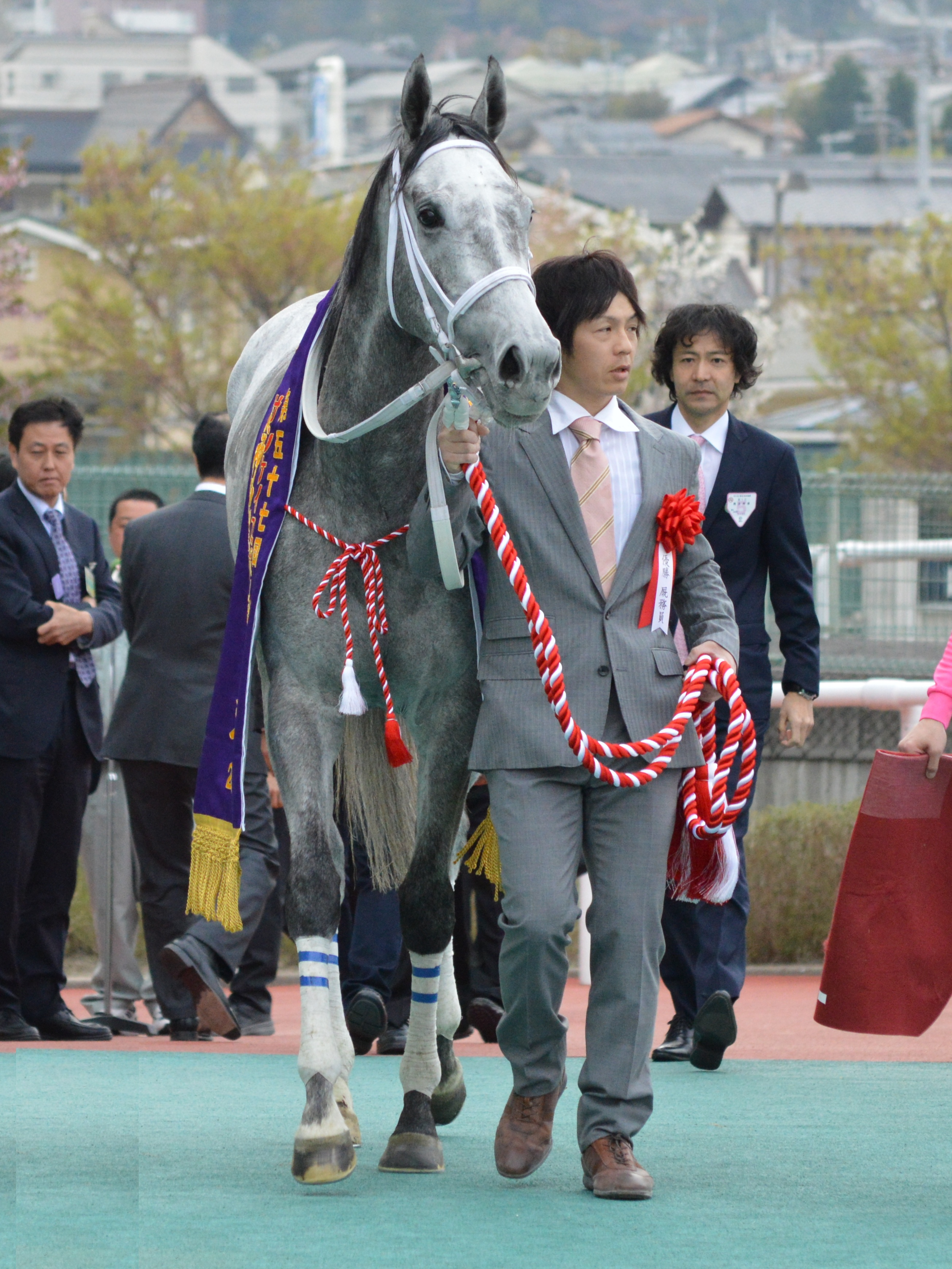
阪神牝馬錦標頒獎儀式

其後按照計劃出戰維多利亞一哩賽，然而於直路未能順利加速突圍下瞬間沉底，最終僅能跑獲第八。
休養過後於8月出戰皇后錦標，維持於中後方位置等待時機下於直路一舉衝出，但最終仍然不敵前方前方的Quatre Feuilles及同樣位置的Aromatico取得第三。
10月18日出戰府中牝馬錦標，本次比賽繼續採用後上的戰術，一直維持於隊伍最後方的位置未有太大動作。進入直路後，其於外檔位置順利加速並展開衝刺，途中和一同加速的Dia de la Madre展開爭奪，可惜未能壓制對手之下以第二落敗。
其後出戰女皇伊利沙伯二世盃以第十大敗，為其首次取得兩位數的戰績，年末出自挑戰盃亦僅跑獲第六。

### 5歲
2015年初直接出戰阪神牝馬錦標以連霸為目標，然而後上時稍微受到阻滯未能對前方賽駒造成任何威脅，最終僅跑獲第四。
其後出戰維多利亞一哩賽，繼續採用後上戰術下於直路仍然未能大幅收窄和前方的差距，最終以第六落敗。
6月2日出戰米子錦標，比賽初段順利搶佔位置下順勢以先行的勢頭展開比賽，於通過彎道時候逐步發力。進入直路後，隨即加速衝出並取得優勢，最終成功超越領放馬橄欖石取得冠軍。
休養過後於秋季在府中牝馬錦標復出，本次比賽居於中團位置下一直維持沉穩的節奏，直至最後彎道才開始尋找位置。進入直路後，其於中檔位置成功突圍，但仍然未能壓制一同衝出的Nobori Diana，最終再度以第二完賽。
11月15日出戰女皇伊利沙伯二世盃，比賽初段維持於隊伍最後方的位置，縱然於直路成功爆發末腳速度衝刺，但最終仍然未能扭轉局面下以以第五落敗。

### 6歲
2016年以東京新聞盃作為首戰，本次比賽一反常態，於出閘後隨即搶佔位置進行領放，並於比賽途中維持穩定的步速。進入直路後，其隨即嚮應騎師吉田隼人的指揮順利加速，逐步帶離之下以2馬位取得久違的分級賽優勝。
其後出戰阪神牝馬錦標，繼續採用領放戰術下於比賽途中維持優勢，並於最後彎道開始發力以堅守位置。進入直路後，其繼續於前方位置以不俗的速度維持衝刺，最終成功阻止來襲的覓奇妃超越，以頸位壓贏對手取得冠軍。
5月出戰維多利亞一哩賽，比賽初段於出閘不俗下進佔先行位置，於最後彎道開始加速並逐漸領先。進入直路後，其嘗試維持走勢以堅守位置，但最終仍然被後方衝出的真誠少女、覓奇妃及湘南魔瓶超越取得第四。
進入秋季後，其以府中牝馬錦標作為起動戰，雖然於比賽途中維持不俗的節奏，於直路亦能展現出加速的步伐，但最終仍然未能制衡皇后寶戒及日暮天藍，以第三的戰績完賽。
其後未有出戰女皇伊利沙伯二世盃，而是遠征香港以香港瓶作為目標。比賽開始後，其維持於中段位置緩步推進，雖然於通過最後彎道時候成功突圍，但走勢不及其他賽駒下最終不敵里見皇冠、高地之舞、以身犯難及新紀錄取得第五。

### 7歲
2017年於年初出戰京都紀念，維持於中團靠前位置下一直以穩定的節奏推進，但最終未能追上里見皇冠下以第二完賽。
其後連續第4年出戰維多利亞一哩賽，維持於先頭位置下於直路一度透出取得領先，但最終被領銜女角、電工使者及子夜白光超越以第四完賽。
夏季選擇出戰鳴尾紀念，於前方位置穩步追走下在最後直路成功跑出全場快末腳，但未能迫近前方的領放馬Stay in Seattle取得第二。
進入秋季其出戰京都大賞典，本次比賽重拾以往的居中戰術，一直維持於約莫第十一左右的位置，於第三、四彎道甚至繼續墮後。進入直路後，其於外檔位置瞬間啟動並展開加速，最終成功衝出下戰勝東瀛羅勒及高尚駿逸取得冠軍。
11月繼續以女皇伊利沙伯二世盃作為目標，但於比賽途中墮後再加速下未能取得優勢，最終以第六落敗。
其後第二度前往香港遠征，但以香港盃作為目標。比賽開始後，其保持於第二的位置，跟隨領放馬馬克羅斯推進。進入直路後，其繼續於是所在位置加速，但最終未能維持走勢下以第五完賽。

### 8歲
2018年，8歲的醒目層次繼續現役，但未能維持實力下無法獲勝。
12月23日有馬紀念跑獲第十三後，陣營決定安排其退役。

### 詳細賽績
| 日期       | 舉辦國家/地區 | 馬場 | 距離   | 級別 | 賽事名稱           | 負重 | 騎師     | 馬號 | 出馬 | 名次 | 時間           | 頭馬（二馬）     |
| ---------- | ------------- | ---- | ------ | ---- | ------------------ | ---- | -------- | ---- | ---- | ---- | -------------- | ---------------- |
| 7/4/2013   | 日本          | 阪神 | 草1600 |      | 3歲未勝利          | 54   | 武豐     | 11   | 18   | 1    | 1:35.3         | （Tokai Vital）  |
| 5/5/2013   | 日本          | 東京 | 草1800 |      | 3歲500萬獎金以下   | 54   | 武豐     | 9    | 09   | 1    | 1:49.5         | （Pixie Hollow） |
| 10/8/2013  | 日本          | 新潟 | 草1800 |      | 三面川特別         | 52   | 武豐     | 15   | 18   | 4    | 1:45.5         | Bridge Climb     |
| 21/9/2013  | 日本          | 阪神 | 草1800 |      | 夕月特別           | 52   | 武豐     | 7    | 14   | 1    | 1:44.8         | （Air Gerberoy） |
| 13/10/2013 | 日本          | 京都 | 草2000 | GI   | 秋華賞             | 55   | 武豐     | 1    | 18   | 2    | 1:58.8         | 名將間風         |
| 14/12/2013 | 日本          | 中京 | 草2000 | GIII | 愛知盃             | 55   | 武豐     | 13   | 18   | 6    | 2:02.5         | Hula Bride       |
| 9/3/2013   | 日本          | 阪神 | 草1800 | OP   | 大阪城錦標         | 54   | 武豐     | 6    | 12   | 1    | 1:45.7         | （解密精英）     |
| 12/4/2013  | 日本          | 阪神 | 草1400 | GII  | 阪神牝馬錦標       | 54   | 武豐     | 4    | 13   | 1    | 1:20.3         | （檀島沙槌）     |
| 18/5/2013  | 日本          | 東京 | 草1600 | GI   | 維多利亞一哩賽     | 55   | 武豐     | 8    | 18   | 8    | 1:32.7         | 極峰             |
| 3/8/2013   | 日本          | 札幌 | 草1800 | GIII | 皇后錦標           | 55   | 池添謙一 | 6    | 14   | 3    | 1:45.7         | Quatre Feuilles  |
| 18/10/2013 | 日本          | 東京 | 草1800 | GII  | 府中牝馬錦標       | 55   | 横山典弘 | 3    | 13   | 2    | 1:45.8         | Dia de la Madre  |
| 16/11/2013 | 日本          | 京都 | 草2200 | GI   | 女皇伊利沙伯二世盃 | 56   | 武豐     | 16   | 18   | 10   | 2:13.1         | 命運女神         |
| 13/12/2013 | 日本          | 阪神 | 草1800 | GIII | 挑戰盃             | 55   | 池添謙一 | 3    | 12   | 6    | 1:46.2         | 東瀛明星         |
| 11/4/2015  | 日本          | 阪神 | 草1400 | GII  | 阪神牝馬錦標       | 55   | 武豐     | 14   | 17   | 4    | 1:21.5         | Cafe Brilliant   |
| 17/5/2015  | 日本          | 東京 | 草1600 | GI   | 維多利亞一哩賽     | 55   | 武豐     | 11   | 18   | 10   | 1:33.0         | 真誠少女         |
| 21/6/2015  | 日本          | 阪神 | 草1600 | OP   | 米子錦標           | 56   | 杜滿萊   | 1    | 10   | 1    | 1:34.0         | （橄欖石）       |
| 17/10/2015 | 日本          | 東京 | 草1800 | GII  | 府中牝馬錦標       | 54   | 杜滿萊   | 4    | 17   | 2    | 1:46.5         | Nobori Diana     |
| 15/11/2015 | 日本          | 京都 | 草2200 | GI   | 女皇伊利沙伯二世盃 | 56   | 濱中俊   | 16   | 18   | 5    | 2:15.0         | 勝之石           |
| 7/2/2016   | 日本          | 東京 | 草1600 | GIII | 東京新聞盃         | 55   | 吉田隼人 | 6    | 14   | 1    | 1:34.1         | （百戰雄心）     |
| 9/4/2016   | 日本          | 阪神 | 草1600 | GII  | 阪神牝馬錦標       | 54   | 杜滿萊   | 7    | 13   | 1    | 1:33.1         | （覓奇妃）       |
| 15/5/2016  | 日本          | 東京 | 草1600 | GI   | 維多利亞一哩賽     | 55   | 武豐     | 2    | 18   | 4    | 1:32.1         | 真誠少女         |
| 15/10/2016 | 日本          | 東京 | 草1800 | GII  | 府中牝馬錦標       | 55   | 武豐     | 6    | 13   | 3    | 1:46.9（33.6） | 皇后寶戒         |
| 11/12/2016 | 香港          | 沙田 | 草2400 | GI   | 香港瓶             | 55.5 | 武豐     | 14   | 14   | 5    | 2.27.56        | 里見皇冠         |
| 12/2/2017  | 日本          | 京都 | 草2200 | GII  | 京都紀念           | 54   | 岩田康誠 | 4    | 10   | 2    | 2.14.3         | 里見皇冠         |
| 14/5/2017  | 日本          | 東京 | 草1600 | GI   | 維多利亞一哩賽     | 55   | 武豐     | 2    | 17   | 4    | 1:34.1         | 領銜女角         |
| 3/6/2017   | 日本          | 阪神 | 草2000 | GIII | 鳴尾紀念           | 54   | 杜滿萊   | 8    | 10   | 2    | 1:59.4         | Stay in Seattle  |
| 9/10/2017  | 日本          | 京都 | 草2400 | GII  | 京都大賞典         | 54   | 武豐     | 4    | 15   | 1    | 2:23.0         | （東瀛羅勒）     |
| 12/11/2017 | 日本          | 京都 | 草2200 | GI   | 女皇伊利沙伯二世盃 | 56   | 川田將雅 | 12   | 18   | 6    | 2:14.6         | 魔族之鳥         |
| 10/12/2017 | 香港          | 沙田 | 草2000 | GI   | 香港盃             | 55.5 | 武豐     | 12   | 12   | 5    | 2.02.40        | 馬克羅斯         |
| 1/4/2018   | 日本          | 阪神 | 草2000 | GI   | 大阪盃             | 55   | 四位洋文 | 6    | 16   | 9    | 1:59.3         | 文雅之士         |
| 29/4/2018  | 日本          | 京都 | 草3200 | GI   | 春季天皇賞         | 56   | 四位洋文 | 16   | 17   | 7    | 3:16.8         | 七色線           |
| 24/6/2018  | 日本          | 阪神 | 草2200 | GI   | 寶塚紀念           | 56   | 松山弘平 | 14   | 16   | 10   | 2:12.6         | 覓奇火箭         |
| 8/10/2018  | 日本          | 京都 | 草2400 | GII  | 京都大賞典         | 55   | 濱中俊   | 9    | 11   | 8    | 2:26.5         | 里見光鑽         |
| 11/11/2018 | 日本          | 京都 | 草2200 | GI   | 女皇伊利沙伯二世盃 | 56   | 武豐     | 11   | 17   | 9    | 2:13.9         | 雍容白荷         |
| 23/12/2018 | 日本          | 中山 | 草2500 | GI   | 有馬紀念           | 55   | 戶崎圭太 | 13   | 16   | 13   | 2:33.5         | 防爆裝束         |

## 退役後
退役後，醒目層次成為了繁殖雌馬，於北海道安平町北部牧場休養，在2019年進行配種。首匹子嗣Smart Jana於2020年出生，可於2021年出賽。

### 詳細繁殖資料
| 數目   | 馬名          | 出生年 | 性別 | 父系     | 練馬師                           | 馬主   | 戰績                 |
| ------ | ------------- | ------ | ---- | -------- | -------------------------------- | ------ | -------------------- |
| 第一匹 | Smart Jana    | 2020   | 雌   | 龍王     | 栗東・大久保龍志 →栗東・加藤公太 | 大川徹 | 9戦2冠0亞1季（現役） |
| 第二匹 | Smart Weiss   | 2021   | 雄   | 龍王     | 栗東・大久保龍志                 | 大川徹 | 6戰3冠1亞0季（現役） |
| 第三匹 | Smart Mistral | 2022   | 雌   | 神威啟示 | 栗東・大久保龍志                 | 大川徹 | 3戰0冠3亞0季（現役） |
| 第四匹 | Smart Priere  | 2023   | 雌   | 神威啟示 | 栗東・大久保龍志                 | 大川徹 | （出賽前）           |
| 第五匹 | 醒目層次2024  | 2024   | 雄   | 滿樂時   |                                  |        | （出賽前）           |

## 血統簡介
父系大震撼爲日本賽駒，爲日本賽馬史上第二匹無敗三冠馬，生涯出戰十四場賽事僅得兩場未能勝出，退役後配種成績亦極爲優秀。祖父週日寧靜是美國三冠賽雙冠馬，退役後在日本配種，在日本馬壇相當成功，贏得多項分級賽事，其子嗣贏得巨額獎金。
母系Snow Style為日本賽駒，生涯僅勝出條件戰級別的賽事。外祖父白口罩爲英國賽駒，生涯戰績優秀，曾勝出一級賽意大利打吡，亦於凱旋門大賽及英皇佐治六世及皇后伊利沙伯鑽石錦標跑獲亞軍，退役後被引入日本作爲配種馬。

### 血統表
| 父線：週日寧靜系（Halo系）         |                              |                   |                 |
| 種馬 大震撼 2002年（棗色）         | 週日寧靜 1986年（棕色）      | Halo              | Hail to Reason  |
| 種馬 大震撼 2002年（棗色）         | 週日寧靜 1986年（棕色）      | Halo              | Cosmah          |
| 種馬 大震撼 2002年（棗色）         | 週日寧靜 1986年（棕色）      | Wishing Well      | Understanding   |
| 種馬 大震撼 2002年（棗色）         | 週日寧靜 1986年（棕色）      | Wishing Well      | Mountain Flower |
| 種馬 大震撼 2002年（棗色）         | 風中秀髮 1991年（棗色）      | Alzao             | 利法爾          |
| 種馬 大震撼 2002年（棗色）         | 風中秀髮 1991年（棗色）      | Alzao             | Lady Rebecca    |
| 種馬 大震撼 2002年（棗色）         | 風中秀髮 1991年（棗色）      | Burghclere        | Busted          |
| 種馬 大震撼 2002年（棗色）         | 風中秀髮 1991年（棗色）      | Burghclere        | Highclere       |
| 繁殖雌馬 Snow Style 1999年（灰色） | 白口罩 1990年（棗色）        | 勇舞              | 利法爾          |
| 繁殖雌馬 Snow Style 1999年（灰色） | 白口罩 1990年（棗色）        | 勇舞              | Navajo Princess |
| 繁殖雌馬 Snow Style 1999年（灰色） | 白口罩 1990年（棗色）        | Fair of the Furze | Ela-Mana-Mou    |
| 繁殖雌馬 Snow Style 1999年（灰色） | 白口罩 1990年（棗色）        | Fair of the Furze | Autocratic      |
| 繁殖雌馬 Snow Style 1999年（灰色） | Charme Dancer 1993年（灰色） | Groom Dancer      | 害羞新郎        |
| 繁殖雌馬 Snow Style 1999年（灰色） | Charme Dancer 1993年（灰色） | Groom Dancer      | Featherhill     |
| 繁殖雌馬 Snow Style 1999年（灰色） | Charme Dancer 1993年（灰色） | Dam Spectacular   | 精彩競投        |
| 繁殖雌馬 Snow Style 1999年（灰色） | Charme Dancer 1993年（灰色） | Dam Spectacular   | Damascening     |
| 雌系：號族：4-m                    |                              |                   |                 |
| 五代內近親交配：利法爾 4×4×5       |                              |                   |                 |

## 命名由來
名字中，Smart（スマート）為馬主大川徹冠名，香港採用「醒目」作為翻譯，Layer（レイアー）即是「層次」。

## 外部連結
- 醒目層次 netkeiba.com （页面存档备份，存于）
- 血統表 （页面存档备份，存于）